# Такузва Нгвенја
Такузва Нгвенја (енгл. Takudzwa Ngwenya; 22. јул 1985) амерички је рагбиста и репрезентативац, који тренутно игра за француског друголигаша Олимпик Биариц. Родио се у Зимбабвеу, где је и почео да тренира рагби. По доласку у САД, заиграо је за РК Далас у Тексасу. Захваљујући својој брзини (10.5 с на 100 м) заиграо је за рагби 7 репрезентацију САД. За њега су били заинтересовани Биариц и Сараценси, али он је потписао за француски клуб. За Биариц је до сада постигао 62 есеја у 181 утакмица. У дресу репрезентације САД, постигао је есеје на светском првенству 2007, против Јужне Африке и Самое, а на светском првенству 2015, постигао је есеј против Јапана.